# Rhyl
Rhyl är en hamnstad och community som ligger vid Irländska sjön, i kommunen (principal area) Denbighshire i norra Wales i Storbritannien, vid floden Clwyds mynning. Under den viktorianska tiden var staden ett lyxresmål, och efter andra världskriget flyttade många från Liverpool och Manchester dit. Detta påverkade stadens lokala kultur och minskade det kymriska språkets betydelse.
Det finns en järnvägsstation i staden, med tåg som går till London, Crewe, Cardiff och Manchester.
Communityn hade enligt 2011 års folkräkning 25 149 invånare.